# Jochen Kientz
Jochen Kientz (* 17. September 1972 in Mannheim) ist ein ehemaliger deutscher Fußballspieler und heutiger Fußballfunktionär und Spielervermittler. Von 2017 bis 2021 war er Sportlicher Leiter des SV Waldhof Mannheim.

## Karriere

### Karriere als Spieler
Der Abwehrspieler Jochen Kientz begann seine Karriere bei der SpVgg 06 Ketsch. Daraufhin spielte er beim VfR Mannheim, SV Waldhof Mannheim und SV 98 Schwetzingen. Im Januar 1991 unterzeichnete er seinen ersten Profivertrag bei Eintracht Frankfurt (Fußball-Bundesliga).
1994 wechselte Jochen Kientz zum TSV 1860 München in die 2. Bundesliga und stieg mit diesem Verein auf. 1995 ging er nach Spanien zum RCD Mallorca. Im folgenden Jahr spielte er beim spanischen Verein CD Logroñés. Von 1997 bis 1999 war Kientz dann wieder für 1860 München in der 1. Bundesliga aktiv. Im ersten Jahr bestritt er 30 Spiele und kickte im Europacup. Im zweiten Jahr schoss er sein erstes Bundesligator. Im Jahr 2000 ging Jochen Kientz von Februar bis Juni nach Griechenland zu Panionios Athen.
Im Anschluss unterzeichnete er einen Vertrag beim Hamburger SV (Bundesliga). Mit dem HSV spielte er in der Champions League. Beim Spiel gegen Juventus Turin hatte Kientz die Aufgabe, den FIFA-Weltfußballer des Jahres Zinédine Zidane zu bewachen. In der 28. Minute verpasste Zidane dem Spieler des HSV eine Kopfnuss und wurde des Feldes verwiesen. Der HSV gewann das Spiel in Turin mit 3:1.
Im Jahr 2001 wechselte Kientz zum FC St. Pauli (Bundesliga). Er absolvierte 20 Spiele für den Verein und gehörte der Elf an, die am 6. Februar 2002 den FC Bayern München, der kurz zuvor den Weltpokal gewonnen hatte, mit 2:1 besiegte. Die Mannschaft wird noch heute auf St. Pauli als „Weltpokalsiegerbesieger“ verehrt. Trotzdem stieg der FC St. Pauli in dieser Saison ab.
In den folgenden zwei Jahren spielte Kientz bei Hansa Rostock (Bundesliga). In 14 Jahren als Fußballprofi wurde er 13-mal operiert; im Jahr 2004 beendete er schließlich wegen einer anhaltenden Knöchelverletzung seine Karriere und ist seitdem Sportinvalide.

### Nach der Spielerkarriere
Nach seiner aktiven Karriere absolvierte Kientz eine Ausbildung zum Fußballtrainer (A-Lizenz). Bis 2008 betreute er den Club Penya Esportiva Sant Jordi (Ibiza) als Teamkoordinator. Nachdem er als Scout für Real Mallorca tätig gewesen war, gründete er seine eigene Agentur als Spielervermittler.
Zwischenzeitlich war Kientz als Model für Amaze Models aktiv, einer Agentur des ehemaligen Fußballspielers Patrick Glöckner. Er trat unter dem Namen Joe Ibiza auf.
Am 22. Dezember 2017 wurde er neuer Sportlicher Leiter seines damals in der Regionalliga Südwest spielenden Jugendvereins SV Waldhof Mannheim, der am Ende der Saison 2018/19 in die 3. Liga aufstieg. Am 27. Oktober 2021 wurde er aus dieser Funktion entlassen.